# Unternehmensqualität
Unternehmensqualität betrifft, im vollständigen Sinne des Wortes, die „Beschaffenheit“ des gesamten Unternehmens, den aktuellen Zustand sowohl hinsichtlich der Struktur und der Tätigkeiten als auch der Haltung, Werte und Verhaltensweisen und der konkret erzielten Ergebnisse. Hohe Unternehmensqualität bedeutet ein umfassendes, langfristig orientiertes Erfüllen der Anforderungen aller Interessengruppen in ausgewogener Form. Nachhaltige Unternehmensqualität beginnt in jeder Organisation mit der vorurteilsfreien Bewertung der aktuellen Situation. In der Selbst- oder Fremdbewertung werden die Fragen nach Status, Stärken und Verbesserungspotenzialen fundiert bearbeitet und in ein Statusbild zusammengeführt. Darauf aufbauend gilt es, aus erkannten Verbesserungspotenzialen, die meist auch mehrere Schwerpunkte betreffen, Maßnahmen abzuleiten und diese über einen längeren Zeitraum hinweg konsequent umzusetzen.
Excellence (im Sinne des EFQM-Modells) wird als das größtmögliche Maß an Unternehmensqualität für eine Organisation definiert. Das EFQM Excellence Modell verbindet die Grundkonzepte der Excellence mit den gewichteten Kriterien und der RADAR-Logik in bestmöglicher Form.

## Nutzen
Unternehmensqualität wird in Unternehmen und Organisationen geschaffen und fördert einen nachhaltigen Unternehmenserfolg.
Der Nutzen von Unternehmensqualität ist die konsequente Weiterentwicklung einer Organisation und die Erfüllung von Anforderungen und Erwartungen ihrer Stakeholder. Um Unternehmensqualität zu messen, wird das EFQM-Modell eingesetzt.
Österreichische Unternehmen können sich jährlich für den Staatspreis Unternehmensqualität bewerben.
Unternehmen mit hoher Unternehmensqualität unterscheiden sich von Vergleichsunternehmen signifikant. Es lassen sich folgende Nutzenaspekte benennen:
- Bessere Ergebnisse, bessere wirtschaftliche Leistungsfähigkeit, höhere Effektivität und Effizienz – immer im Sinne der spezifischen Zielsetzung
- Besseres Image, mehr emotionale Kundenbindung, mehr Weiterempfehlungsbereitschaft, höhere Attraktivität als Arbeitgeber
- Attraktivere Unternehmenskultur, mehr Reflexion, Motivation, Begeisterung und Leistungsstärke der Menschen (Selbstständigkeit, Einbindung, Beteiligung, Engagement)
- Mehr Agilität und Robustheit, proaktiver Umgang mit Änderungserfordernissen
- Mehr Transparenz, klare Governance
- Bessere Balance, fundierte Auseinandersetzung mit allen Interessengruppen
- Ausgeprägter Fokus auf Langfristigkeit, umfassend verstandene Nachhaltigkeit (ökonomisch, ökologisch, sozial)